# Мартинська декларація

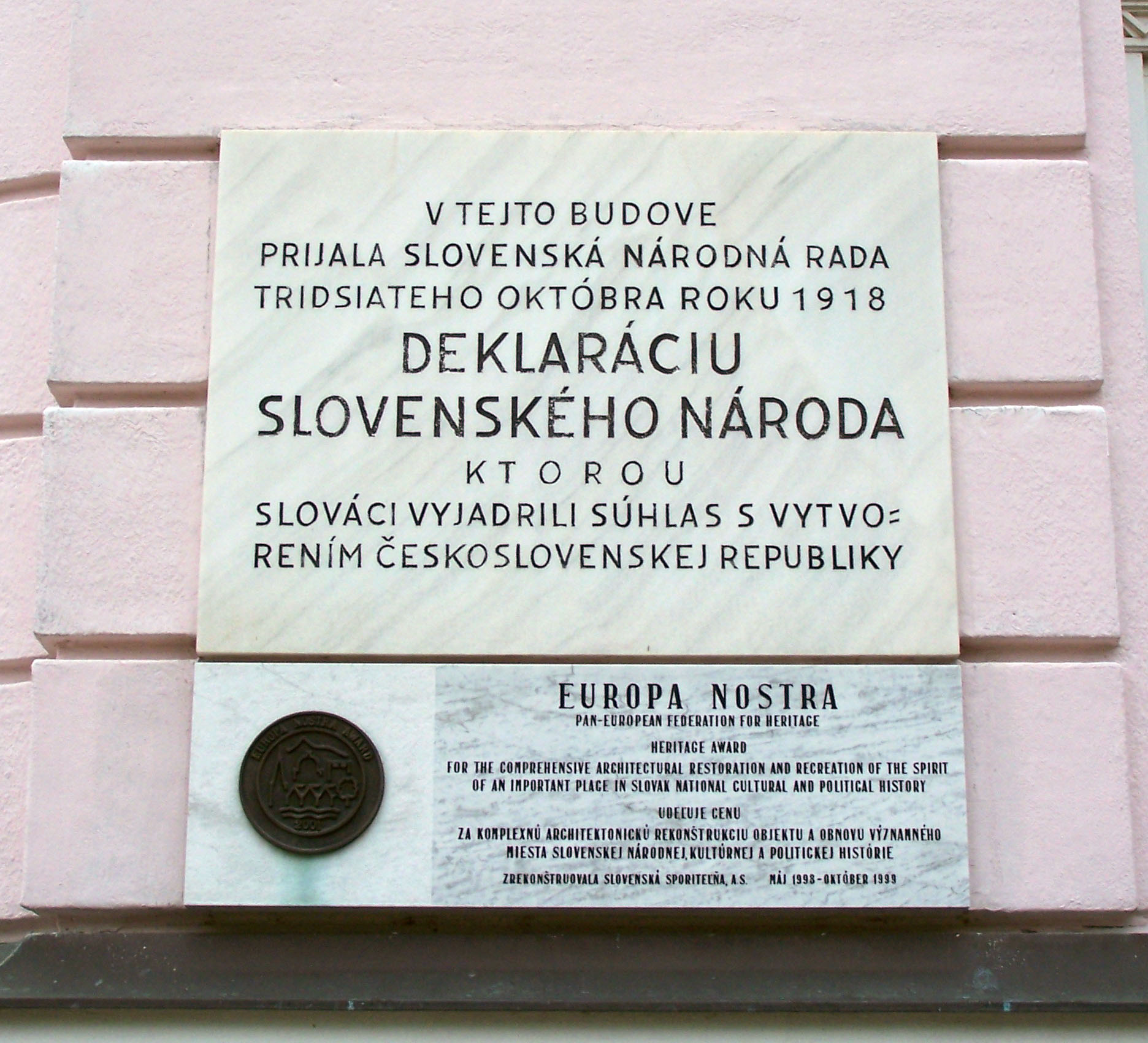
Меморіальна дошка, присвячена Декларації словацького народу, в Мартіні (Словаччина)

Мартинська декларація (словац. Martinská deklarácia) — традиційна назва Декларації словацького народу (словац. Deklarácia slovenského národa), яка була проголошена в місті Турчанскі-Світі-Мартін (нині Мартін, Словаччина) 30 жовтня 1918. Фактично була проголошенням незалежності від Угорського королівства (що входило тоді до складу Австро-Угорщини) і віщувала об'єднання Словаччини з Чеськими землями у складі нової держави Чехословаччина.
Словацькі прагнення до здобуття незалежності були значною мірою припинені під час Першої світової війни, коли провідна словацька націоналістична партія, Словацька національна партія (СНП), оголосила про свою лояльність до імперії. Останні місяці війни ознаменувалися поступовим розпадом імперії, що призвело до того, що СНП вирішила повернутися до свого колишнього курсу створення окремої Словацької держави. Її голова Матуш Дула обрав місто Мартін, центр словацького культурного та політичного життя з XIX століття, як місце проведення загальних зборів партії.
Вранці 30 жовтня 1918 108 делегатів взяли участь у зборах, що проходили у будівлі банку Татра у Мартіні, та обрали 12 членів Словацкого национального совета, переважно з числа Словацької національної партії. У другій половині того ж дня новостворена рада прийняла декларацію і направила її до Праги. У ній проголошувалося, що «словацька нація є частиною чехословацької нації, об'єднаної мовою та історією своєї культури» і лише Словацька національна рада, а не угорський уряд чи якийсь інший орган влади, уповноважений говорити від імені словацької нації.
Декларація прийнята через два дні після проголошення чехословацької незалежності Чеським національним комітетом у Празі та через два тижні після проголошення чехословацької незалежності у Вашингтоні та Парижі. Словаки діяли незалежно від цих подій, оскільки новини про чеську декларацію не досягли Мартіна на час появи словацької декларації. Рада спробувала взяти під свій контроль Словаччину, але її плани було зірвано угорськими військовими, які захопили Мартін 15 листопада. Чеські війська незабаром зайняли місто, і новий уряд у Празі призначив Вавро Шробара міністром у справах Словаччини.
Деякі словацькі представники виступали за автономію Словаччини та за те, щоб вона мала свою власну асамблею, але це було відкинуто чехословацьким урядом, і Шробар розпустив Словацьку національну раду в січні 1919. Делегати в Турчанськи-Світі-Мартині не визначили точно, що вони мають на увазі під «чехо-словацькою нацією», але, мабуть, вони мали на увазі визначення, яке б підкреслювало виразну національну ідентичність і особливість словацького народу. Словакам обіцяли зробити їх рівноправними партнерами в тому, що Едвард Бенеш, міністр закордонних справ Тимчасового чехословацького уряду, проголосив федеральною державою швейцарського типу. Натомість словаки виявилися зведені до статусу національної меншини. Після цього Словаччина управлялася як частина централізованої Чехословацької держави, яка була створена Чехословацьким національним збором у Празі.